# BiMagazine
BiMagazine is een tweemaandelijks blad van Vereniging Bi-kring de Samenkomst gestart in 2003. Het doel van het BiMagazine is het geven van correcte en goede informatie over biseksualiteit en het is ook een spreekbuis voor Vereniging Bi-kring de Samenkomst. Daarnaast is er veel ruimte voor serieuze (en ook minder serieuze) publicaties. 
Er is ook een Amerikaans BiMagazine, waar regelmatig mee wordt samengewerkt.
Een greep uit de artikelen van de afgelopen jaren:
- Biseksualiteit in Arabische Landen (ism met Mubarak Dahir)
- De belevenis, een feuilleton.
- Interviews met biseksuele mannen en vrouwen.
- De publicatie van het boek van John Garrett Jones, Schoon schip maken met biseksualiteit in delen.

Het BiMagazine is gerelateerd aan het Bi-Info documentatieproject. De huidige hoofdredacteur is Rogier van Berkel.